# 弗赖涅莱奥尔努瓦
弗赖涅莱奥尔努瓦（法語：Vraignes-lès-Hornoy）是法国皮卡第大区索姆省的一个市镇，属于亚眠区奥尔努瓦堡县。该市镇2009年时的人口为96人。

## 人口
弗赖涅莱奥尔努瓦人口变化图示
| 数据来源：INSEE |